# Taxipathes
Taxipathes is een geslacht van neteldieren uit de klasse van de Anthozoa (bloemdieren).

## Soort
- Taxipathes recta Brook, 1889